# 콘드률

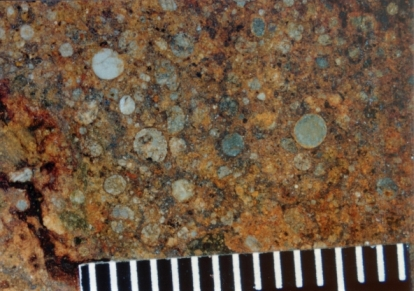
밀리미터 스케일.

콘드률(Chondrule)은 우주 공간에서 뭉친 먼지 덩어리들이 자체 내의 어떠한 원소에 의해 열을 내면서 녹아 생긴 덩어리이다. 콘드률들은 우주 공간을 떠 다니다가 우주 먼지나 다른 콘드률들과 합쳐서 점차 거대해진다. 이 과정이 심화되면 소행성이 되며 그 이상의 진화를 겪으면 행성으로 자라나게 된다.

## 형성 과정
1. 우주 공간에 떠돌던 먼지들이 녹아(먼지를 녹인 열원에 대한 의견은 분분하다.) 구형이 된 후 그대로 식어 작은 알갱이가 된다.
2. 이 알갱이들이 서로 모여 소행성을 이룬다.
3. 소행성(혹은 미행성)이 더 이상 성장하지 못하고 열에 의한 변성 작용을 받지 않으면, 소행성 속에 작은 알갱이가 그대로 남게 된다.

이게 콘드률이다.
콘드률은 위 세 가지 단계를 반복적으로 거치면서 행성체를 형성하게 된다. 행성체가 양적 증가를 계속 겪을 경우 행성이 되고, 그에 미치지 못할 경우 소행성에서 멈춘다.

## 같이 보기
- 구립운석
- 우주화학
- 방사능 연대 측정

## 참고 문헌
1. ↑  김동섭; 김지현 (2004년 4월 8일). 《운석도감》. 서울: 한국운석광물연구소. 16쪽. ISBN 89-955180-0-6.